# 山本尚樹
山本 尚樹（やまもと なおき、3月14日生まれ。）は、岡山県在住のイラストレーター。
主にiPhoneアプリのキャラクターデザイン、雑誌のイラスト等で活躍中。

## 来歴
岡山県に生まれる。2011年3月、iPhoneアプリ『Slide Slide Falling』のイラストを担当。高い評価を得る。8月には伊勢丹新宿店が主催する『HAPPY!POSTCARD-アートの畑』で入賞。11月には「渋谷 Dining GROOTS」で初の個展となる『山本尚樹 個人展覧会』を開催した。
その後、多くのiPhoneアプリのキャラクターデザイン、雑誌等のイラストを作成。現在は拠点を故郷である岡山県に移し、活動している。
西内まりや、Kis-My-Ft2玉森裕太等、著名人にも彼のファンは多い。

## 人物
趣味は妖怪探し。だが、ビビりなので午前中限定だという。「子供達に良い意味でのトラウマを与えられるような作品」をテーマにしている。

## 主な担当した作品
- iPhoneアプリ『Slide Slide Falling』（イラスト担当）
- デザインフェスタvol.34 CREATORS TRUMP（ジョーカーイラスト担当）
- iPhoneアプリ『Action Poker Puzzle』（イラスト担当）
- フリーブック『ぬりえぽん』 二月号『ありときりぎりす』（イラスト担当）
- iPhoneアプリ『ケケケケ』（イラストの一部担当）等。

## 作品展
- 伊勢丹 新宿店『HAPPY!POSTCARD-アートの畑』入賞
- 南青山「蔦サロン」 グループ展 第13回 フリーランス見本市『空に蒔く』出展
- 渋谷 Dining GROOTS 山本尚樹 個人展覧会